# جيمس شانون (أكاديمي)
جيمس شانون (بالإنجليزية: James Shannon)‏ هو أكاديمي أمريكي، ولد في 1799، وتوفي في 1859.